# Ogulin
Ogulin (udtale: |ôɡulin|) er en by i det nordvestlige Kroatien, i Karlovac distrikt. Den har et indbyggertal på 7.389 (2021) (det var 8.216 i 2011) og et samlet  indbyggertal i kommunen på 12.251 (2021).  Ogulin er kendt for sit historiske stenslot, kendt som Kula, og det nærliggende bjerg Klek.

## Historie
Ogulins historie går tilbage til det 15. århundrede, hvor byen kæmpede mod de osmanniske tyrkere. Det præcise tidspunkt for bygningen af Ogulin-tårnet er ikke blevet fastslået. Men et dokument udstedt af Bernardin Frankopan i hans by Modruš omkring 1500 e.Kr. markerede grænserne for det nye slot mellem Modruš og Vitunj, og dette er samtidig den første historiske omtale af Ogulin. Ogulin er kendt for legenden om Đula (også Zuleika eller Zula), der kastede sig i afgrunden ved floden Dobra  på grund af en ulykkelig kærlighedsaffære. I det sekstende århundrede blev den en militær højborg mod osmannerne.
I en kort periode, mellem 1809 og 1813, var Ogulin en del af de Illyriske provinser under Første franske kejserrige.
Indtil 1918 var Ogulin en del af det Det habsburgske monarki (Kongeriget Kroatien-Slavonien, Modruš-Rijeka distrikt, efter kompromiset af 1867), i  Den kroatiske militærgrænse.  Det blev administreret af Oguliner Grenz-Infanterie-Regiment N°III før 1881.

## Geografi
Byen Ogulin er beliggende i centrum af Kroatiens fastland, mellem Zagreb og Rijeka. Den blev grundlagt i en stor dal dannet af to floder: Dobra og Zagorska Mrežnica. Den administrative forfatning for byen Ogulin dækker et areal på 543,32 km²

### Slottet Frankopan
Slottet blev bygget mellem 1493 og 1500 over Dobra-flodens kløft - Đulas afgrund. Byens grundlægger var Bernardin Frankopan, en af sin tids mægtigste personer og feudalherre over Modruš, Plaški, Vitunj, Tounj, Zvečaj, Bosiljevo, Novigrad og Dubovac. Frankopanerne boede på slottet indtil 1533, hvor det blev overladt til soldaterne fra Militærgrænsen.